# Род Ленгвей
Род Корі Ленгвей (англ. Rod Cory Langway; 3 травня 1957, м. Тайбей, Тайвань) — американський хокеїст, захисник. Член Зали слави хокею (2003).
Виступав за Університет Нью-Гемпшира (NCAA), «Бірмінгем Буллс» (ВХА), «Гемптон Галлс» (АХЛ), «Монреаль Канадієнс», «Нова Шотландія Вояжерс» (АХЛ), «Вашингтон Кепіталс», «Ричмонд Ренегейдс» (ECHL), «Сан-Франциско Спайдерс» (ІХЛ), «Провіденс Брюїнс» (АХЛ).
В чемпіонатах НХЛ — 994 матчі (51+278), у турнірах Кубка Стенлі — 104 матчі (5+22). 
У складі національної збірної США учасник чемпіонату світу 1982 (6 матчів, 0+2); учасник Кубка Канади 1981, 1984 і 1987 (17 матчів, 1+3); учасник «Рандеву-87» (2 матчі, 0+0). 
Нагороди
- Пам'ятний трофей Джеймса Норріса (1983, 1984)
- Член Зали слави американського хокею (2000)
- Члени Зали слави хокею (2003)